# آسپه (اوته-گارون)
آسپه (به فرانسوی: Aspet) یک کمون در فرانسه است که در canton of Aspet واقع شده‌است. آسپه ۲۶٫۳۷ کیلومتر مربع مساحت دارد ۴۷۰ متر بالاتر از سطح دریا واقع شده‌است.